# سیارک ۱۱۸۲۷
سیارک ۱۱۸۲۷ (به انگلیسی: 11827 Wasyuzan، نامگذاری:1982VD5) یازده هزار و هشتصد و بیست و هفتمین سیارک کشف شده‌است که در ۱۴ نوامبر ۱۹۸۲ کشف شد.
قدر مطلق سیارک برابر ۱۴٫۱ است.